# Strømme-Syndrom
Das Strømme-Syndrom ist eine sehr seltene angeborene Multisystemerkrankung mit den Hauptmerkmalen Hirnfehlbildungen, Duodenalatresie und beidseitige Nierenhypoplasie.

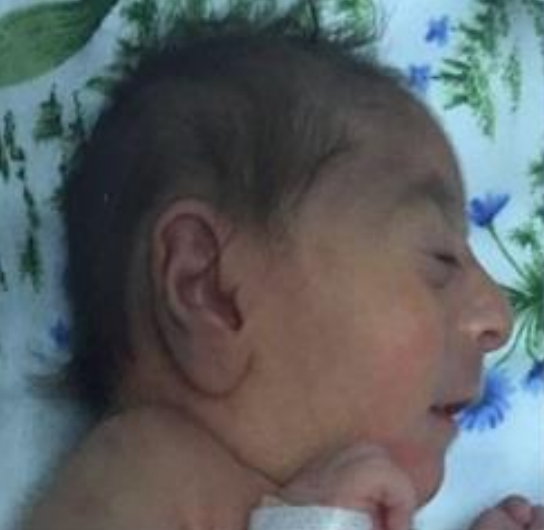
Neugeborenes mit Strømme-Syndrom und Mikrozephalie

Synonyme sind: englisch Jejunal atresia with microcephaly and ocular anomalies; Apple peel syndrome with microcephaly and ocular anomalies
Früher wurde das Syndrom als englisch Ciliary dyskinesia, primary, 31; CILD31 geführt.
Die Namensbezeichnung bezieht sich auf den Erstautoren der Erstbeschreibung aus dem Jahre 1993 durch den norwegischen Pädiater Petter Strømme und Mitarbeiter und wurde im Jahre 2008 von Y. van Bever und Mitarbeiter vorgeschlagen.

## Verbreitung
Die Häufigkeit wird mit unter 1 zu 1.000.000 angegeben, bislang wurde über etwa 26 Betroffene berichtet. Die Vererbung erfolgt autosomal-rezessiv.

## Ursache
Der Erkrankung liegen Mutationen im CENPF-Gen auf Chromosom 1 Genort q41 zugrunde.

## Klinische Erscheinungen
Klinische Kriterien sind:
- Dünndarmatresie, Apple-peel-Syndrom
- Augenfehlbildungen
- Mikrozephalie

mitunter Fehlbildungen der Nieren und des Herzens.

## Diagnostik
Zusätzlich zu Befunden der klinischen Untersuchung können bildgebender Verfahren Organfehlbildungen darstellen, die Diagnosesicherung erfolgt durch humangenetische Untersuchung.

## Differentialdiagnose
Abzugrenzen sind:
- Feingold-Syndrom
- PI4KA-Related Disorders
- Mitchell-Riley-Syndrom
- Atresia-multiplex-congenita-Syndrom

## Verlauf
Bei einigen Betroffenen verläuft das Syndrom frühzeitig letal, bei anderen ist die Lebenserwartung normal.